# Evan Roderick
Evan Roderick Anderson (North Vancouver, 29 de junho de 1995) é um ator canadense.

## Vida e carreira
Roderick nasceu e foi criado em North Vancouver, Colúmbia Britânica. Ele tem um irmão mais velho, Stuart. Evan se interessou por artes cênicas pela primeira vez quando viu um show dos The Rolling Stones aos 10 anos de idade e decidiu persegui-lo quando adolescente.
Roderick começou a trabalhar em comerciais e curtas-metragens a partir de 2015. Ele estreou na televisão como convidado em um episódio de 2015 da série de docudrama Untold Stories of the E.R., seguido por Project Mc2 e When We Rise em 2017, Garage Sale Mystery em 2018 e BH90210 em 2019. Ele conseguiu seu primeiro papel importante como oficial Nick Anastas na série Arrow da DC Comics, um papel recorrente que desempenhou nas últimas três temporadas do programa de 2017 a 2019. Em dezembro de 2018, foi anunciado que Roderick estrelaria como Justin Davis ao lado de Kaya Scodelario na série Spinning Out de 2020 da Netflix.

## Filmografia

### Cinema
| Ano  | Título        | Papel           | Notas       |
| ---- | ------------- | --------------- | ----------- |
| 2015 | Alien Shy     | Prince Charming | Filme curto |
| 2016 | The Clam Man  | Andy            | Filme curto |
| 2017 | Young/Old/Man | Sam             | Filme curto |
| 2017 | Tributum      | Viktor          | Filme curto |
|      | Iron to Rust  | Tucker Jake     | Upcoming    |

### Televisão
| Ano       | Título                     | Papel                | Notas                         |
| --------- | -------------------------- | -------------------- | ----------------------------- |
| 2015      | Untold Stories of the E.R. | Mason                | Episódio: "Oh, Deer!"         |
| 2017      | Project Mc2                | Prince Wendell       | Episódio: "A Royal Pain"      |
| 2017      | When We Rise               | Kurt                 | minissérie de TV              |
| 2017–2019 | Arrow                      | Officer Nick Anastas | 12 episódios                  |
| 2018      | Garage Sale Mystery        | Travis               | Episódio: "Picture a Murder"  |
| 2019      | BH90210                    | Chaz Bryant          | 2 episódios                   |
| 2020      | Spinning Out               | Justin Davis         | Elenco principal              |
| 2021      | Hidden Jewel               | John                 | Filme de TV; Elenco principal |
| 2022      | Autumn in the City         | Austin Edwards       | Filme de TV; Elenco principal |